# Bruno Héroux

Bruno Héroux, um 1908

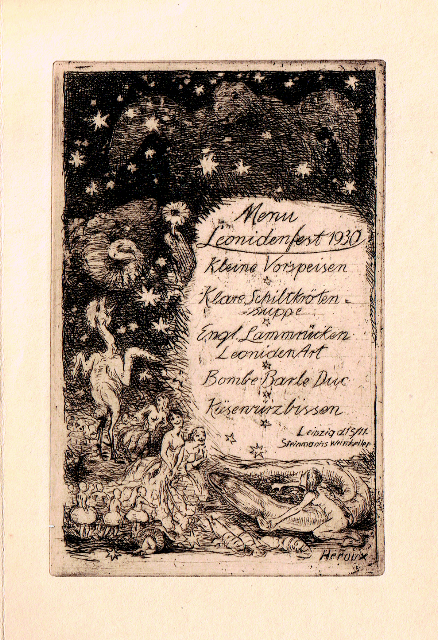
Bruno Héroux: Speisekarte zum Leonidenfest 1930

Louis Carl Bruno Héroux (* 20. Dezember 1868 in Leipzig; † 14. Februar 1944 ebenda) war ein deutscher Maler, Grafiker, Schrift- und Exlibriskünstler.

## Leben
Bruno Héroux entstammte väterlicherseits einer hugenottischen Familie. Er wurde als Sohn des Graveurs Louis Héroux und dessen Ehefrau Minna, geborene Zimmermann, in Leipzig geboren. Seine künstlerische Ausbildung erhielt er von 1886 bis 1892 an der Königlichen Akademie für Grafische Künste in Leipzig, wo er sich insbesondere dem Studium der Xylografie widmete. Durch die Erfindung des Rasterklischees wurde sein ursprünglicher Wunsch, als Holzstecher zu arbeiten, aussichtslos. Nach einer vorübergehenden Tätigkeit im kaufmännischen Bereich verdiente er sich seinen Lebensunterhalt zunächst als Illustrator für Modezeitschriften und humoristische Magazine.
Ab 1900 arbeitete er als freier Grafiker und war bereits im folgenden Jahr mit drei Arbeiten auf der Internationalen Kunstausstellung in Dresden vertreten. Insbesondere seine radierten Aktexlibris und die Verwendung der grafischen Sonderform der Remarquendrucke trugen zu seiner Popularität und seinem Ansehen bei. Bereits 1903 wurde er als Lehrer an die Königliche Akademie für Grafische Künste in Leipzig berufen. 1908 verlieh man ihm den Titel Professor. Von 1900 bis 1910 stellte er regelmäßig seine Malereien und Drucke im Salon des Artistes Français in Paris aus.
Seine ersten 200 grafischen Arbeiten fasste er 1910 in einem Werkverzeichnis zusammen. Das im Selbstverlag herausgegebene Verzeichnis erschien in einer einmaligen Auflage von 500 Exemplaren, davon wurden 100 Exemplare als Vorzugsausgabe mit einer Radierung und der Signatur des Künstlers versehen. Der erfolgreiche und von Zeitgenossen wie Max Klinger geschätzte und geförderte Zeichner war überaus produktiv. So fertigte er beispielsweise in einem Zeitraum von acht Jahren 600 Illustrationen für den 1913 in Leipzig erschienenen dreibändigen Handatlas der menschlichen Anatomie des Mediziners Werner Spalteholz (1861–1940) an, die als anatomisch-zeichnerische Meisterleistungen gelten. Für den ab 1901 erschienenen Atlas der Anatomie des Pferdes hatte er innerhalb von zwei Jahren ebenfalls die Illustrationen geschaffen. Daneben publizierte er mehrere Mappen mit Zeichnungen, die er auf seinen Reisen durch Italien und Russland gefertigt hatte. 1913 war er der verantwortliche künstlerische Leiter des Kunstbandes Das Völkerschlachtdenkmal (Weiheschrift 1813–1913), der unter anderem die von ihm gefertigten Porträts der Leipziger Oberbürgermeister Otto Georgi, Rudolf Dittrich und Carl Bruno Tröndlin enthielt.
Héroux war Beisitzer der Oberprüfstelle für Schmutz und Schund, langjähriger Vorsitzender des Leipziger Ortsvereins der Allgemeinen Deutschen Kunstgenossenschaft und Ehrenmitglied des Leipziger Künstlervereins. Zudem war er Mitglied der von Edwin Bormann, Georg Bötticher und Arthur von Oettingen gegründeten Leipziger Künstlervereinigung Leoniden, für die er zahlreiche grafische Arbeiten fertigte.
In der Zeit des Nationalsozialismus war Heroux Mitglied der Reichskammer der bildenden Künste. Kurz nachdem ein Großteil seiner Druckplatten durch den Luftangriff auf Leipzig am 4. Dezember 1943 vernichtet worden war, starb er an einem schweren, inneren Leiden. Seine Asche wurde in aller Stille beigesetzt.
Bruno Héroux, dessen Haushalt seit dem Tod der Mutter die Halbschwester Aurelie Geyer führte, war ab Anfang der zwanziger Jahre mit Melitta Winkler, einer an der Mary Wigman-Schule ausgebildeten Lehrerin für rhythmische Gymnastik, verheiratet. Seine Wohnung und sein Atelier befanden sich zunächst in der Johannisallee 11, ab 1913 bewohnte er die 4. Etage des nach Plänen von Georg Wünschmann erbauten und von Héroux künstlerisch ausgestalteten Jugendstilwohnhauses in der Scharnhorststraße 2 in Leipzig. Zudem besaß er die Wassermühle in Machern, die er gern als sommerliches Landhaus nutzte.

## Nachruf
„Am 14. Februar starb in einem Leipziger Krankenhaus, wo er Heilung von einem schweren inneren Leiden suchte, Prof. Bruno Héroux, der weithin bekannte Leipziger Graphiker, der erst am 20. Dezember des vergangenen Jahres seinen 75. Geburtstag hatte feiern können. Seit seiner Geburt eng mit der Reichsmessestadt verbunden, hat Bruno Héroux auch hier am Orte seine Griffelkunst entwickelt und damit den Ruhm Leipzigs als eines der Brennpunkte graphischer Arbeit wesentlich gefördert. Seine Hauptbedeutung hat er als Radierer. Unvergessen sind seine technisch aufs subtilste durchgefertigten Platten, auf denen er teils tiefsten Lebensgeheimnissen grübelnd nachspürte, teils auch seiner Freude am Dasein berauschend Ausdruck gab. Wie Max Klinger hat er derartige Radierungen vielfach zyklisch zusammengefaßt. Eine Totentanzfolge hat er vor seinem Tode gerade noch abschließen können. Mit Bruno Héroux, über dessen Sammelausstellung in Chemnitz wir erst kürzlich berichten konnten, verliert auch die Leipziger Staatliche Akademie für Graphische Künste und Buchgewerbe einen ihrer besten Könner. 36 Jahre hat er an diesem Institut als Lehrer gewirkt. H. letzte Lebenstage waren verdunkelt durch den Schmerz darüber, daß ein großer Teil seiner Platten beim Terrorangriff auf Leipzig zerstört wurden.“

## Ehrungen
- 1906 Mention honorable, Paris
- 1910 Österreichische Staatsmedaille in Silber für Kunst und Wissenschaft, Salzburg
- 1931 Ehrenmitgliedschaft Deutscher Exlibris Verein
- Ehrenmitglied Leipziger Künstlerverein
- Albrechts-Orden, Ritterkreuz I. Klasse

## Mitgliedschaften
- Gesellschaft der Bibliophilen Leipzig
- Allgemeine Deutsche Kunstgenossenschaft
- Leipziger Künstlerverein
- Verband deutscher Illustratoren
- Deutscher Buchgewerbeverein
- Deutscher Exlibris Verein
- Leoniden

## Werke (Auswahl)

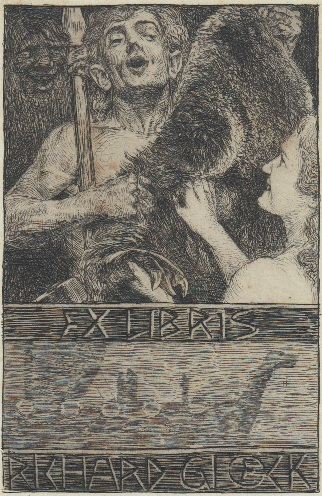
Exlibris für den Pelzhändler Richard Gloeck (1910)
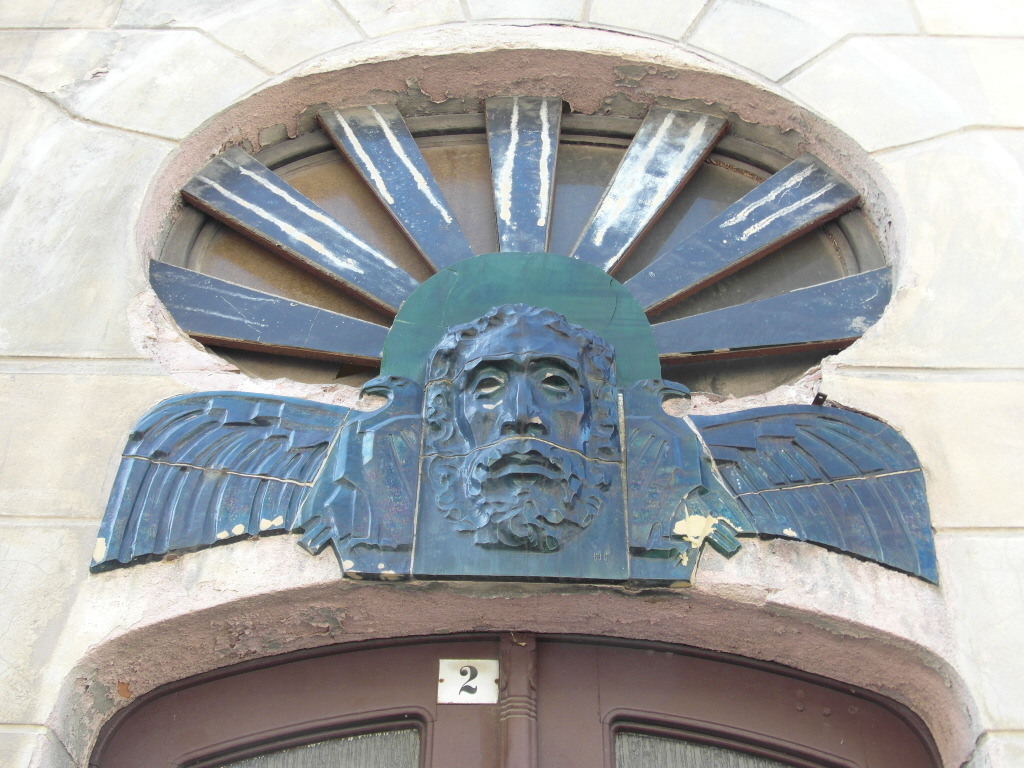
Signierte Supraporte über dem Eingang zum Wohn- und Atelierhaus Scharnhorststraße 2
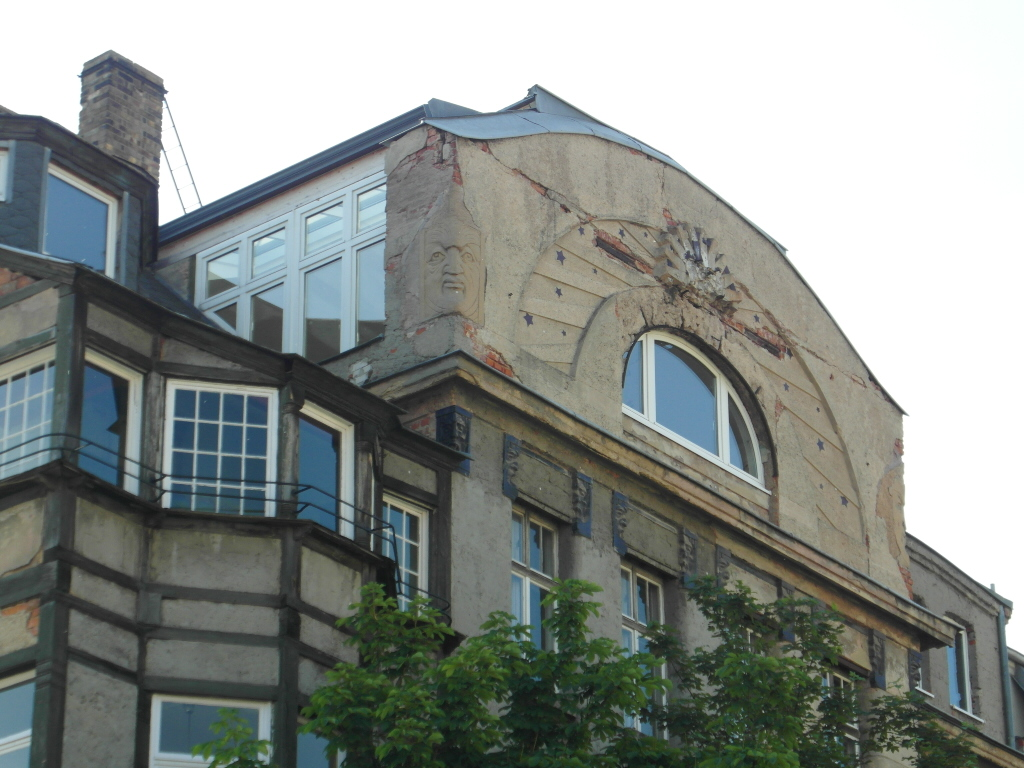
Das Atelier von Bruno Héroux mit dem von ihm entworfenen Fassadenschmuck
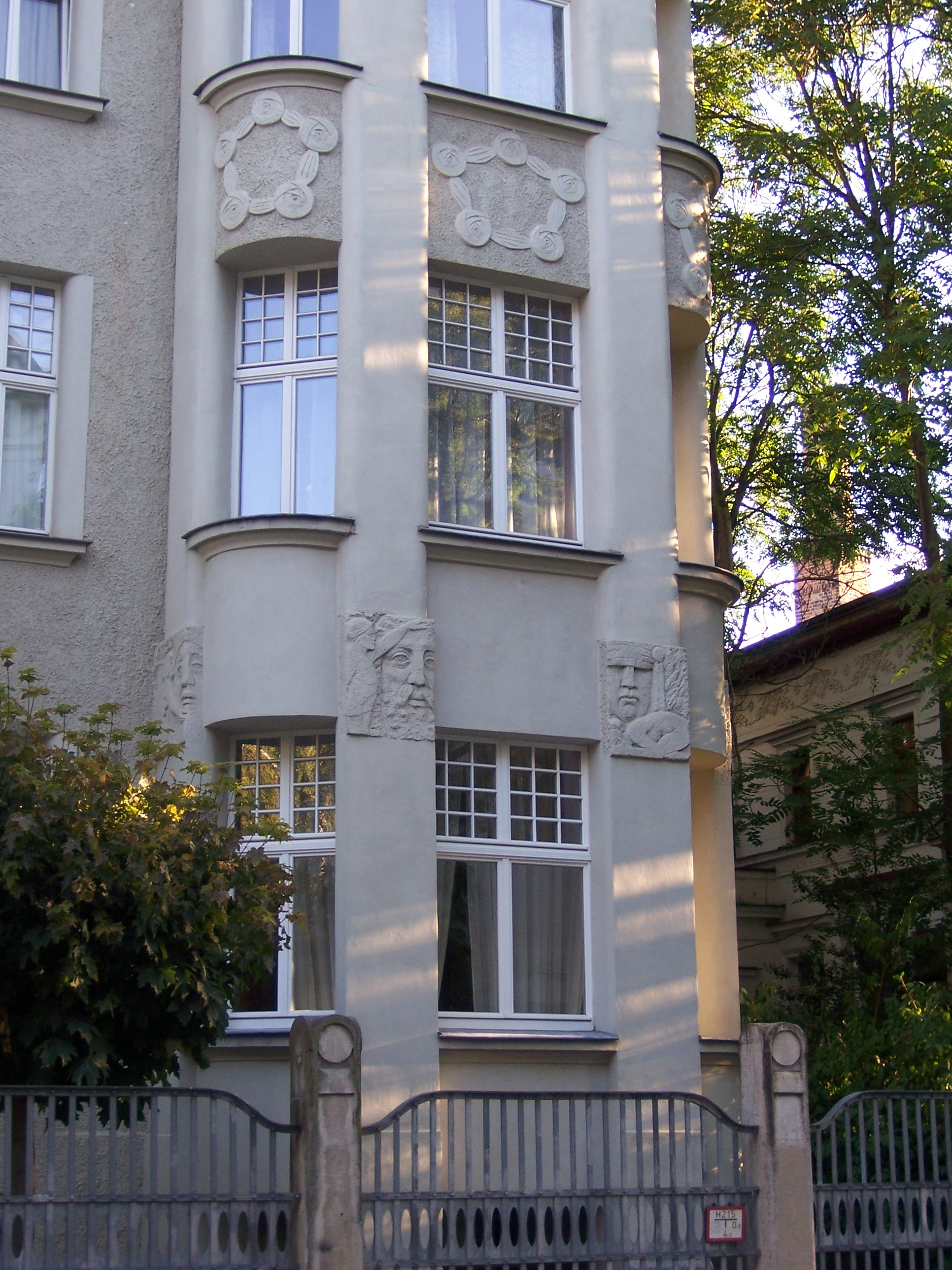
Fassadenschmuck Wohnhaus Chopinstraße 11a

## Publikationen
- Reinhold Schmaltz: Atlas der Anatomie des Pferdes. mit Zeichnungen von Bruno Héroux u. a., Schoetz, Berlin 1901ff.
- Ernst Kießling (Verf.), Bruno Héroux (Ill.): Festschrift zum 50jährigen Bestehen des Leipziger Künstlervereins. Breitkopf & Härtel, Leipzig 1908.
- Ernst Kroker, Julius Klinkhardt, Bruno Héroux (Buchschmuck und Orig.-Lithogr.), Carl Weidemeyer (Gestalter): Leipzig. Klinkhardt, Leipzig 1908.
- Malerische Eindrücke einer Reise von Leipzig nach Oberitalien. 36 Skizzen eines deutschen Steinzeichners. Klinckhardt, Leipzig 1910.
- Verzeichnis der graphischen Arbeiten von 1900 bis 1910, umfassend die Blätter 1 bis 200. Leipzig 1910.
- Malerische Eindrücke einer Reise durch Rußland. 42 Steinzeichnungen nach der Natur. Leipzig 1911.
- Alfred Spitzner (Bearb.), Bruno Héroux (Ill.): Deutschlands Denkmal der Völkerschlacht. Das Ehrenmal seiner Befreiung und nationalen Wiedergeburt: 1813, 1913. Weiheschrift des Deutschen Patriotenbundes. Breitkopf & Härtel, Leipzig 1913.
- Deutschlands Freiheitsdom : Gedenkblatt zur Weihe des Völkerschlachtdenkmals. In: Leipziger Neueste Nachrichten und Handels-Zeitung v. 18. Oktober 1913, Edgar Herfurth, Leipzig 1913.
- Werner Spalteholz, Wilhelm His (Mitarb.), Bruno Héroux (Ill.): Handatlas der Anatomie des Menschen. Hirzel, Leipzig 1913.
- Egbert Delpy, Bruno Héroux (Ill.): Gedenkblatt zu Bismarcks 100. Geburtstag. Sonderbeilage. der Leipziger Neuesten Nachrichten, 1. April 1915, Herfurth, Leipzig 1915.
- mit Richard Braungart, Arthur Liebsch: 101 Exlibris. Abgeschlossen den 1. April 1917. Brandstetter, Leipzig 1917.
- mit Egbert Delpy: Bruno Héroux. Sein graphisches Werk bis op. 501. Bong, Berlin 1922.
- Aus den Tänzen von Melitta Héroux. Brandstetter, Leipzig o. J.
- Schwänke vom Nil. B. D. Fellah. Den Leoniden zum Jahresfeste gewidmet. Leipzig 1927.
- Höhen und Tiefen. Den Teilnehmern am Leonidenfest 1930 gewidmet. Leipzig 1930.
- Schmackhaftes im Kunstgewand und Besinnliches aus meinem Garten. Für die Leoniden zum Jahresfest 1933 gedruckt. Leipzig 1933.
- Allerlei Besinnliches aus Garten, Wald und Feld. Zum Leonidenfest 1935 zu Leipzig gedruckt. Leipzig 1935.
- Der Mensch. Anatomie für Künstler. Seemann, Leipzig 1938.
- Chronik der Allgemeinen Deutschen Kunstgenossenschaft und Festschrift der Ortsgruppe Leipzig 1860-1935, jetzt Leipziger Künstlergenossenschaft. Leipzig 1935.
- Chronik der Allgemeinen Deutschen Kunstgenossenschaft und Festschrift der Ortsgruppe Leipzig 1860-1935, jetzt Leipziger Künstlergenossenschaft, Schlußkapitel hrsg. aus Anlaß ihrer Auflösung Mai 1939. Leipzig 1939.
- Ein Totentanz. 12 Stichradierungen und Sinnsprüche 1939–1943. Selbstdruck, Leipzig 1943.

## Sicher belegte Teilnahme an Ausstellungen in der Zeit des Nationalsozialismus
- 1933: München, Palais Karl Theodor („Sommerausstellung 1933“ der Künstlergemeinschaft „Kunst für alle“)
- 1934: Dresden, Brühlsche Terrasse („Sächsische Aquarell-Ausstellung“)
- 1936: Leipzig, Museum der Bildenden Künste („Deutsche Graphikschau“)
- 1937/1938 und 1940: Leipzig, Museum der bildenden Künste („Große Leipziger Kunstausstellung“)
- 1938/1939: Leipzig, Leipziger Kunstverein („Jahresschau Leipziger Künstler“)
- 1940: Hamburg („Deutsche Graphik“)
- 1940: Münster, Landesmuseum Münster („Maler sehen den Krieg“)